# Astérix : La Bataille des Gaules
Astérix : La Bataille des Gaules est un jeu vidéo édité par Infogrames. Une première version, titrée simplement Astérix, est sortie en 1999 sur Playstation. Une version retravaillée et renommée est ensuite éditée en 2000 sur PC ainsi que sur Playstation (avec la mention "Nouvelle version" sur la jaquette). Le jeu combine jeu de plateformes en 3D et jeu de stratégie.

## Trame
Panoramix désire préparer une potion dont il a le secret mais constate qu'il lui manque six ingrédients. Il confie alors à Astérix et Obélix la mission de lui ramener ces ingrédients dispersés dans une Gaule aux mains des troupes de César

## Système de jeu
Le jeu présente deux modes distincts, le premier est en 2D et orienté stratégie tandis que le second est en 3D et orienté combat. Les six ingrédients que Panoramix réclame sont dispersés chacun sur un territoire parmi les cinquante que constitue la Gaule. Pour les atteindre, il faut conquérir progressivement les territoires en utilisant un principe similaire à Risk et se déroule en trois phases (apport de troupes, combat pour prendre un territoire ennemi puis déplacement de troupes pour renforcer les territoires dégarnis). Les troupes romaines procèdent de la même façon lors de leur phase de jeu.
Il existe trois mini-jeux cachés sur certains territoires, et le défi doit être réussi pour en prendre possession. Il s'agit d'un lancer de romain, similaire au lancer du poids, de taper des romains sortant de trous à l'aide d'un menhir ou de faucher des Romains qui déambulent dans la forêt.
Lorsque les Gaulois entrent dans un territoire contenant un ingrédient, le joueur incarne sans choix possible Astérix ou Obélix et combat les Romains au corps à corps, puis s'empare de l'ingrédient une fois le territoire libéré. Des gourdes ou des marmites de potion magique présentes sur la carte permettent au guerrier gaulois de recouvrer la santé, et des sesterces à récupérer gonflent la récompense en troupes reçue une fois le territoire conquis. En effet un territoire peut être repris par les Romains et l'ingrédient perdu.

Une fois les six ingrédients récupérés et les cinquante territoires libérés, Astérix et Obélix devront relever une dernière épreuve : affronter les Pirates pour s'emparer de leur Bateau qui les conduira à Rome. Puis combattre des Romains et des Gladiateurs avant de finalement atteindre le Colisée pour affronter des fauves (3 Lions) et 6 Gladiateurs pour ramener à Panoramix le septième et dernier ingrédient : les lauriers de César.